# Takeo Miki
Takeo Miki (17 de Março de 1907 — 4 de Novembro de 1988) foi um político do Japão. Ocupou o lugar de primeiro-ministro do Japão de 9 de dezembro de 1974 a 24 de dezembro de 1976.

## Primeiro-ministro
Miki substituiu Kakuei Tanaka como primeiro-ministro em 9 de dezembro de 1974, após a implicação deste último na corrupção envolvendo empresas imobiliárias e de construção. A atratividade de Miki para os chefes do PLD foi principalmente devido à sua integridade pessoal e sua fraca base de poder de sua pequena facção.
Enquanto Miki estava no funeral do ex-PM Eisaku Sato em 1975, ele foi agredido por um extremista de direita: Hiroyoshi Fudeyasu, o secretário-geral do Partido Patriótico do Grande Japão com dignitários estrangeiros nas proximidades. Isso causou críticas à Polícia Metropolitana de Tóquio por não fazer o suficiente para garantir sua segurança.
Em uma sessão da Dieta de 1976, Miki reafirmou uma ordem anterior do gabinete do primeiro-ministro Satō que remonta a 1967, na qual a porcentagem do PIB nacional alocada para gastos com defesa foi congelada para não exceder 1%. Este tabu político foi quebrado pelo futuro primeiro-ministro Yasuhiro Nakasone na década de 1980, mas foi revivido em 1990 por outro futuro primeiro-ministro, Toshiki Kaifu, que era membro da facção que descendia da facção de Miki. Esta política voltou a receber atenção renovada no Japão moderno à luz das discussões contemporâneas sobre revisão constitucional e, por extensão, a possível expansão das capacidades de defesa do Japão. De qualquer forma, Miki também pressionou a Dieta a ratificar totalmente o Tratado de Não-Proliferação de Armas Nucleares,  e também trabalhou para fortalecer ainda mais as políticas anteriores postas em movimento pelo primeiro-ministro Satō, que praticamente comprometeu o Japão a não se envolver em a exportação de armas para qualquer país.
Depois de ser eleito, Miki tentou reformar o PLD, investigando incansavelmente os escândalos de suborno da Lockheed e se recusando a interromper os processos criminais contra seu antecessor. Miki também buscou reformas nas finanças políticas. Essas atividades fizeram dele um grande número de inimigos dentro do partido, e uma campanha literalmente chamada ("Miki oroshi"") foi iniciado por líderes de facções influentes. Apesar da popularidade pessoal de Miki com o público, o escândalo da Lockheed refletiu mal no partido, que perdeu sua maioria geral na eleição de 1976 para a Dieta e teve que fazer acordos com partidos menores para permanecer no poder Como é habitual para os oficiais políticos japoneses após grandes reveses do partido, Miki então renunciou. Ele foi sucedido em 24 de dezembro de 1976, por Takeo Fukuda.